# Joseph Gerhard Zuccarini
Joseph Gerhard Zuccarini  ( Munique, 10 de agosto de 1797 – Munique, 18 de fevereiro de 1848) foi um botânico alemão.